# Província de Hòmiel
La província de Hòmiel (en belarús Го́мельская во́бласць, Hómielskaia vóblasts) és una de les subdivisions de Belarús. La capital és Hòmiel. Limita a l'oest i al sud amb Ucraïna, al nord amb la província de Mahiliou i la província de Minsk i a l'est amb la província de Brest.

## Subdivisions Administratives
La província de Hómiel està dividida en 21 districtes (raions), 278 selsoviets, 17 ciutats, i 8 municipis.

### Raions o Districtes
Raion de Aktsiàbarski - Raion de Brahin - Raion de Buda-Kaixaliova - Raion de Dóbruix - Raion de Hòmiel - Raion de Ielsk - Raion de Jlobin - Raion de Jýtkavitxy - Raion de Kalínkavitxy - Raion de Karmà - Raion de Khóiniki - Raion de Liéltxytsy - Raion de Lóieu - Raion de Mazir - Raion de Naróulia - Raion de Piétrykau - Raion de Rahatxou - Raion de Rétxytsa - Raion de Svietlahorsk - Raion de Txatxersk - Raion de Vietka

### Ciutats i pobles
Algunes ciutats i pobles del vóblasts, en ordre de població d'acord amb dades de l'any 2004, i amb el nom transcrit al català, i també en belarús (amb accent afegit per indicar la síl·laba tònica), en rus i en un dels dos sistemes de transcripció a lletres latines o "Latsinka" establert pels belarussos mateixos i molt útil pels polonesos:
- Hómiel (belarús: Го́мель; rus Гомель) - 481.200
- Mazir (belarús: Мазы́р; rus Мо́зырь) - 111.800
- Jlobin (belarús: Жло́бін; rus Жло́бин; Łacinka o Latsinka: Žłobin)- 72.800
- Svietlahorsk (belarús: Светлаго́рск; rus Светлого́рск; Łacinka: Śvietłahorsk, fins a 1961: Šaciłki)- 71.700
- Rètxitsa (belarús: Рэ́чыца, rus Ре́чица; Łacinka: Rečyca) - 66.200
- Kalínkavitxi (belarús: Калі́нкавічы; Łacinka: Kalinkavičy) - 37.900
- Rahatxou (belarús: Рагачоў; rus: Рогачёв; Łacinka: Rahačoŭ) - 34.700
- Dòbruix (belarús: До́бруш; Łacinka: Dobruš) - 19.300
- Jítkavitxi (belarús: Жы́ткавічы; Łacinka: Žytkavičy)- 16.900
- Khóiniki, també Khvàiniki (belarús: Хо́йнікі, també Хва́йнікі; rus: Хойники; Łacinka: Chojniki) - 14.200
- Piètrikau, també Piétrykavitxy (belarús: Пе́трыкаў, també Пе́трыкавічы; rus: Петриков; Łacinka: Pietrykaŭ) - 10.800
- Ielsk (belarús: Ельск; rus Ельск) - 10.000
- Buda-Kaixaliova (belarús: Буда-Кашалёва; rus Буда-Кошелёво; Łacinka: Buda-Kašalova) - 9.500
- Naròulia (belarús: Наро́ўля; rus Наровля; Łacinka: Naroŭla) - 8.200
- Vietka (belarús: Ветка; rus Бетка; Łacinka: Vietka) - 7,800
- Txatxersk (belarús: Чачэ́рск; rus: Чечерск; Łacinka: Čačersk) - 7.700
- Vassilièvitxi (belarús: Васіле́вічы) - 4,500
- Brahin (belarús: Бра́гін) - 3.700
- Túrau (belarús: Ту́раў; rus: Ту́ров; Łacinka: Turaŭ; polonès: Turów) - 3.200